# Мангри Москітового берега та карибського узбережжя Нікарагуа
Мангри Москітового берега та карибського узбережжя Нікарагуа (ідентифікатор WWF: NT1424) — неотропічний екорегіон мангрових лісів, розташований на північному сході Центральної Америки.

## Географія
Екорегіон мангрів Москітового берега та карибського узбережжя Нікарагуа охоплює ділянки мангрових лісів, поширені на узбережжі Карибського моря на північному сході Гондурасу та на сході Нікарагуа. Він включає прибережну смугу довжиною 550 км, яка простягається від дельти річки Патука на південь до затоки Пунта-Горда, а також деякі прибережні острови, такі як Кукурудзяні острови, розташовані за 70 км на схід від узбережжя Нікарагуа. Більшість ділянок мангрових лісів зосереджені у північній частині екорегіону, в районі Москітового берега. Південніше мангри зустрічаються рідше, що, ймовірно, пояснюється значним притоком прісної води у прибережні лагуни. До Карибського моря в межах екорегіону впадає низка річок, серед яких слід відзначити Круту, Коко, Лікус, Ваву, Кукуалаю та Пунта-Горду.
Мангрові ліси екорегіону переважно зустрічаються на пласких прибережних мілинах та у прибережних лагунах, які лежать на висоті до 20 м над рівнем моря. Погано дреновані мулисті та глинисті ґрунти сприяють утворенню численних проток між лагунами. У регіоні Москітового берега, на кордоні між Гондурасом та Нікарагуа, лагуни Картаска, Тансін та Варунта, розташовані близько одна до одної, утворюють єдину складну систему. Мангрові ліси перемежовуються пальмовими болотами та заболоченими лісами, а також численними припливними каналами, чорноводними струмками та піщаними пляжами. У низці місцевостей, зокрема на Кукурудзяних островах, прямий зв'язок мангрів з океанами протягом більшої частини року блокується піщаними дюнами. Коли після сильних опадів водно-болотні угіддя заповнюються водою, створюючи гідростатичний тиск на дюни, вони розмиваються, уможливлюючи тимчасовий зв’язок між водно-болотними угіддями та морем.
У внутрішніх районах Москітового берега мангри переходять у сезонно затоплювані луки та у низинні соснові савани, які є частиною екорегіону соснових лісів Москітового берега, а південніше, на сході Нікарагуа, — у центральноамериканські атлантичні вологі ліси та у панамські атлантичні вологі ліси.

## Клімат
В межах екорегіону переважає вологий мусонний клімат (Am за класифікацією кліматів Кеппена) або екваторіальний клімат (Af за класифікацією Кеппена). Середньорічна кількість опадів в регіоні коливається від 3000 мм на півночі до понад 5000 мм. Пік сезону дощів припадає на найтепліші місяці з травня по вересень. З січня по квітень в регіоні триває сухий сезон, який збігається з сезоном сильних пасатів, які постійно дмуть зі сходу та північного сходу, пом'якшуючи тропічну спеку. З Карибського моря на сході до регіону регулярно приходять урагани та тропічні шторми.

## Флора
Рослинний покрив екорегіону представлений невисокими мангровими заростями. Періодичні сильні урагани, такі як ураган Джоан 1988 року, знищують мангрові ліси, які після цього відновлюються, утворюючи одновікові насадження. 
У манграх Москітового берега та карибського узбережжя Нікарагуа домінують п'ять видів мангрових дерев — червоні мангри (Rhizophora mangle), чорні мангри (Avicennia germinans), білі мангри (Laguncularia racemosa), прямі конусоплідні мангри (Conocarpus erectus) та жовті мангри (Rhizophora harrisonii). Також подекуди в регіоні зустрічаються рідкісні чайні мангри (Pelliciera rhizophorae), які переважно поширені південніше, в Коста-Риці. Поширення окремих видів визначається солоністю води та ступенем затоплення території. Серед інших видів рослин, поширених у мангрових екосистемах регіону, слід відзначити мангрову папороть (Acrostichum aureum), яка часто росте на місці вирубаних мангрів та забезпечує певний захист від ерозії, а також прісноводну пальму йолільйо (Raphia taedigera).
У Біосферному заповіднику Ріо-Платано мангрові зарості зустрічаються на окраїнах прибережних лагун. У цих манграх домінують червоні мангри (Rhizophora mangle) і білі мангри (Laguncularia racemosa), а також зустрічаються зарості морського винограду (Coccoloba uvifera) та гаї кокосових пальм (Cocos nucifera). Далі від узбережжя у посушливих районах поширені савани, у яких домінують карибські сосни (Pinus caribaea var. hondurensis), та у осокові луки, де зустрічаються зарості еверглейдських пальм (Acoelorraphe wrightii). Також у заповіднику зустрічаються ділянки вологих тропічних широколистяних галерейних лісів і заболочених лісів.
На мілководді поблизу мангрових лісів зустрічаються одні з найбільших у світі луків морської трави. Мангрові зарості відіграють важливу роль у затримці річкових відкладів, що сприяє розвитку як коралових рифів, так і пов'язаних з ними луків морської трави.

## Фауна
Серед птахів, поширених у манграх екорегіону, слід відзначити червонодзьобого свистача (Dendrocygna autumnalis), мускусну качку (Cairina moschata), мангрового кукліло (Coccyzus minor), велику чепуру (Ardea alba), мексиканську бушлю (Tigrisoma mexicanum), широкодзьобого квака (Cochlearius cochlearius), рожевого ібіса (Platalea ajaja), білого ібіса (Eudocimus albus), неотропічного ябіру (Jabiru mycteria), міктерію (Mycteria americana), неотропічного лапчастонога (Heliornis fulica), жовтолобу якану (Jacana spinosa), бразильського баклана (Phalacrocorax brasilianus), канюка-рибалку (Busarellus nigricollis), чорного канюка-крабоїда (Buteogallus anthracinus), великого канюка-крабоїда (Buteogallus urubitinga), амазонійського рибалочку (Chloroceryle amazona), мангрову білозорку (Tachycineta albilinea) та золотистого пісняра-лісовика (Setophaga petechia).
В мангрових заростях екорегіону зустрічається багато різноманітних ссавців, зокрема білохвості олені (Odocoileus virginianus), ошийникові пекарі (Dicotyles tajacu), звичайні пекарі (Tayassu pecari), центральноамериканські тапіри (Tapirus bairdii), центральноамериканські коати (Ateles geoffroyi), колумбійські ревуни (Alouatta palliata), панамські капуцини (Cebus imitator), ягуари (Panthera onca), оцелоти (Leopardus pardalis), неотропічні видри (Lontra longicaudis) та низинні паки (Cuniculus paca). Поблизу карибського узбережжя Нікарагуа часто зустрічаються американські ламантини (Trichechus manatus), які живляться водною рослинністю та пасуться на луках морської трави. Ці луки підтримують майже половину світової популяції рідкісних зелених черепах (Chelonia mydas), які перебувають під загрозою зникнення. Також на піщаних пляжах регіону зустрічаються й інші морські черепахи — бісси (Eretmochelys imbricata), шкірясті черепахи (Dermochelys coriacea) та довгоголові морські черепахи (Caretta caretta). Серед інших плазунів, поширених в екорегіоні, слід відзначити гострорилого крокодила (Crocodylus acutus), крокодилового каймана (Caiman crocodilus), звичайну ігуану (Iguana iguana), чорну шипохвосту ігуану (Ctenosaura acanthura) та імператорського удава (Boa imperator). 

## Збереження
Густота населення на атлантичному узбережжі екорегіону є відносно низькою і становить близько 6 осіб/км². Завдяки цьому значна частина мангрових лісів екорегіону залишається незайманою. Тим не менш, на Кукурудзяних островах, де густота населення вища, більша частина мангрових лісів була знищена. Основними загрозами для збереження природи регіону є вирубка мангрових лісів та забруднення води внаслідок промислової і сільськогосподарської діяльності. Основними природоохоронними територіями екорегіону є Біосферний заповідник Ріо-Платано та Біологічний заповідник Лагуна-Картаска в Гондурасі, а також
Природний заповідник лагуни Бісмуна-Рая та Природний заповідник Кайос-Перлас в Нікарагуа. У 1982 році Біосферний заповідник Ріо-Платано був внесений до списку Світової спадщини ЮНЕСКО.